# 訃報 2016年4月
訃報 2016年4月（ふほう 2016ねん4がつ）では、2016年4月に物故した、又は物故が報じられた人物についてまとめる。

## （1日 - 15日）

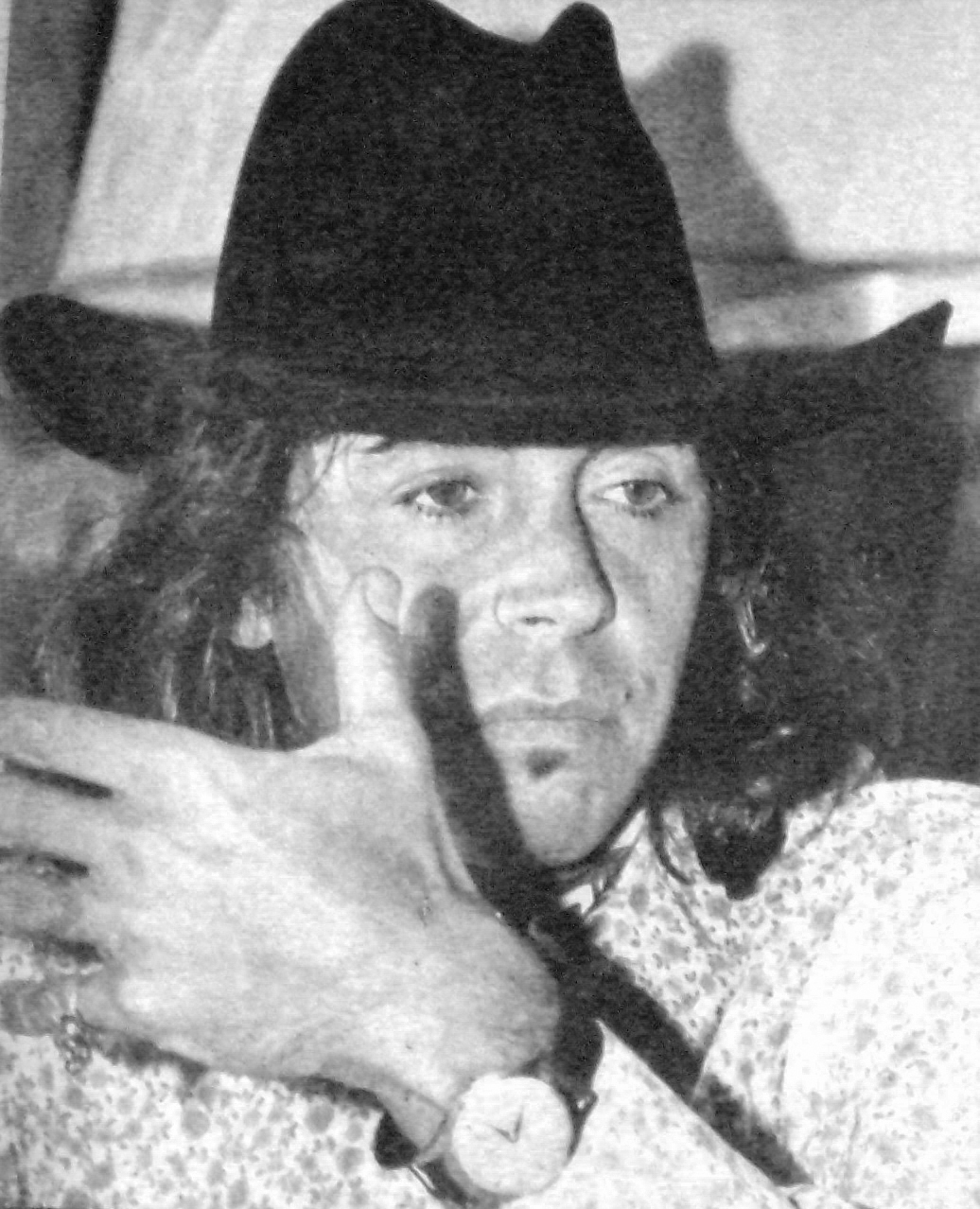
ガトー・バルビエリ／4月2日没

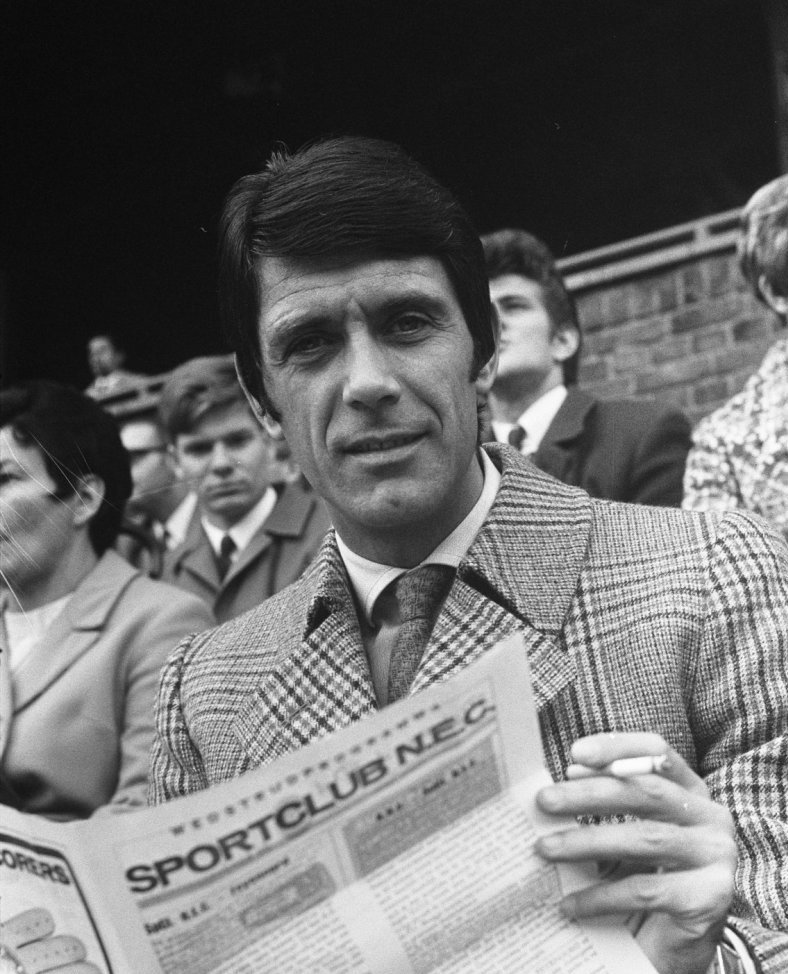
チェーザレ・マルディーニ／4月3日没

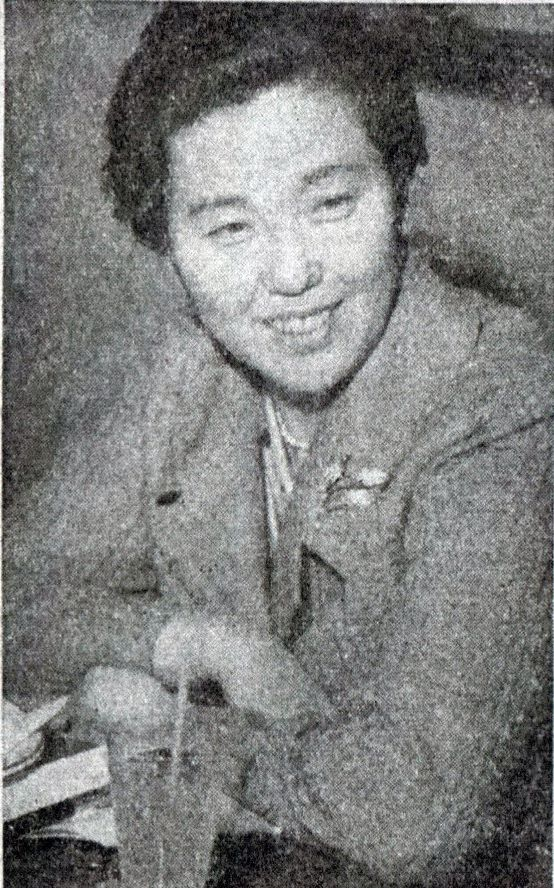
秋山ちえ子／4月6日没

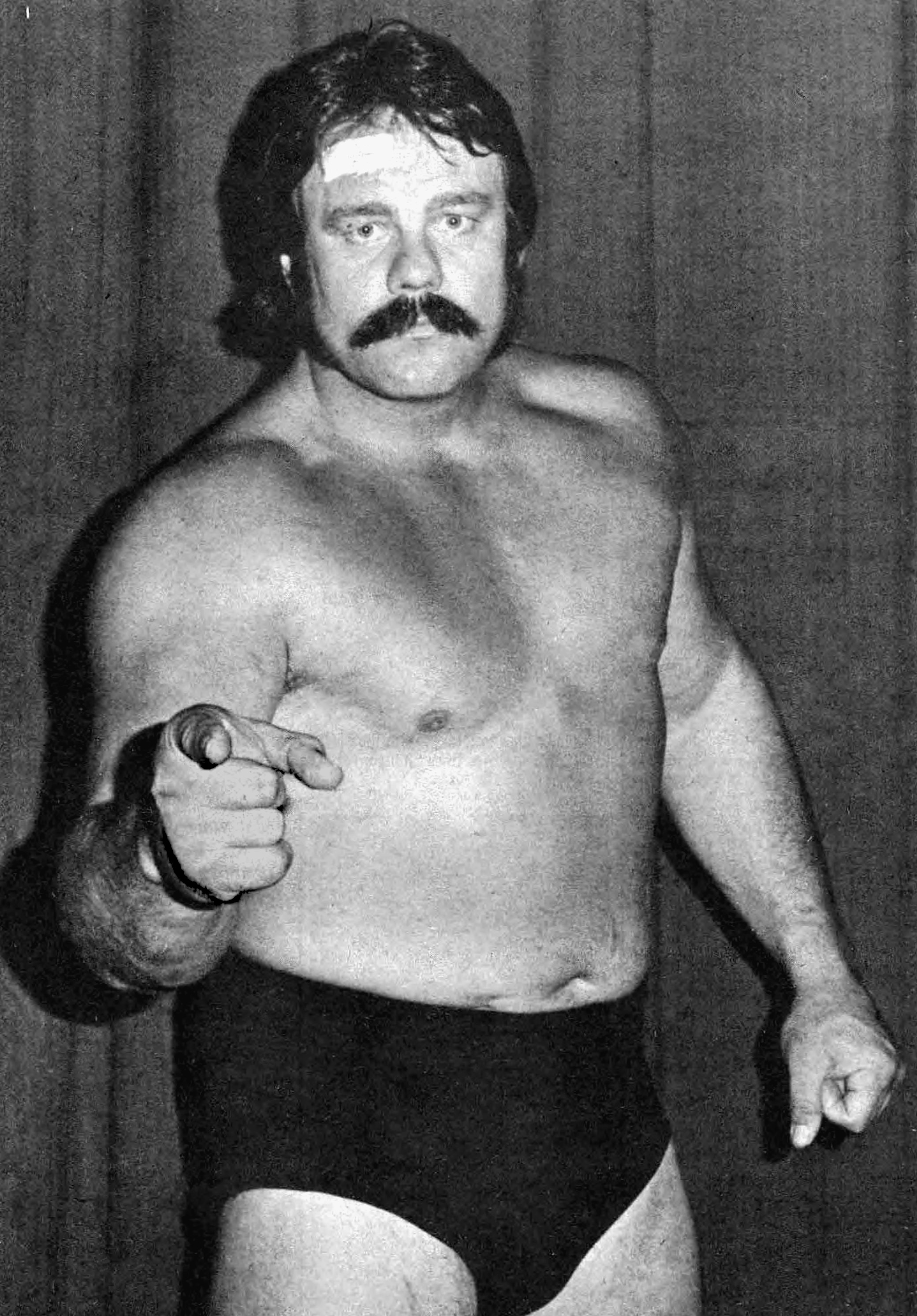
ブラックジャック・マリガン／4月6日没

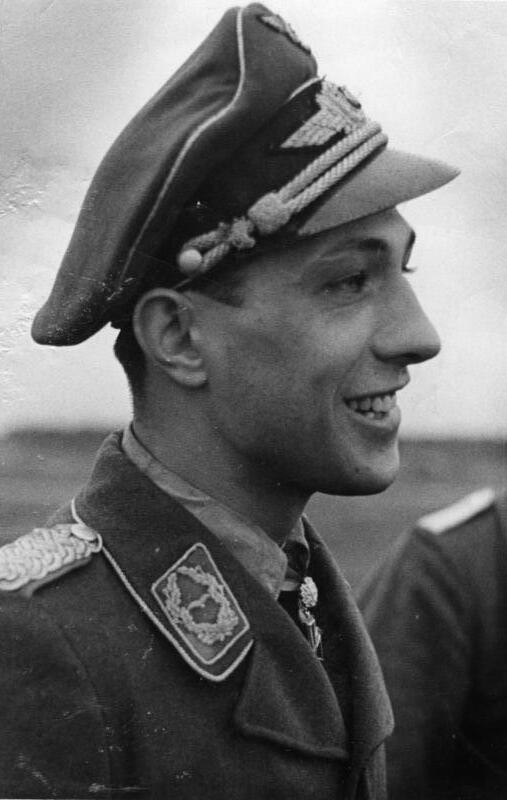
エーリッヒ・ルドルファー／4月8日没

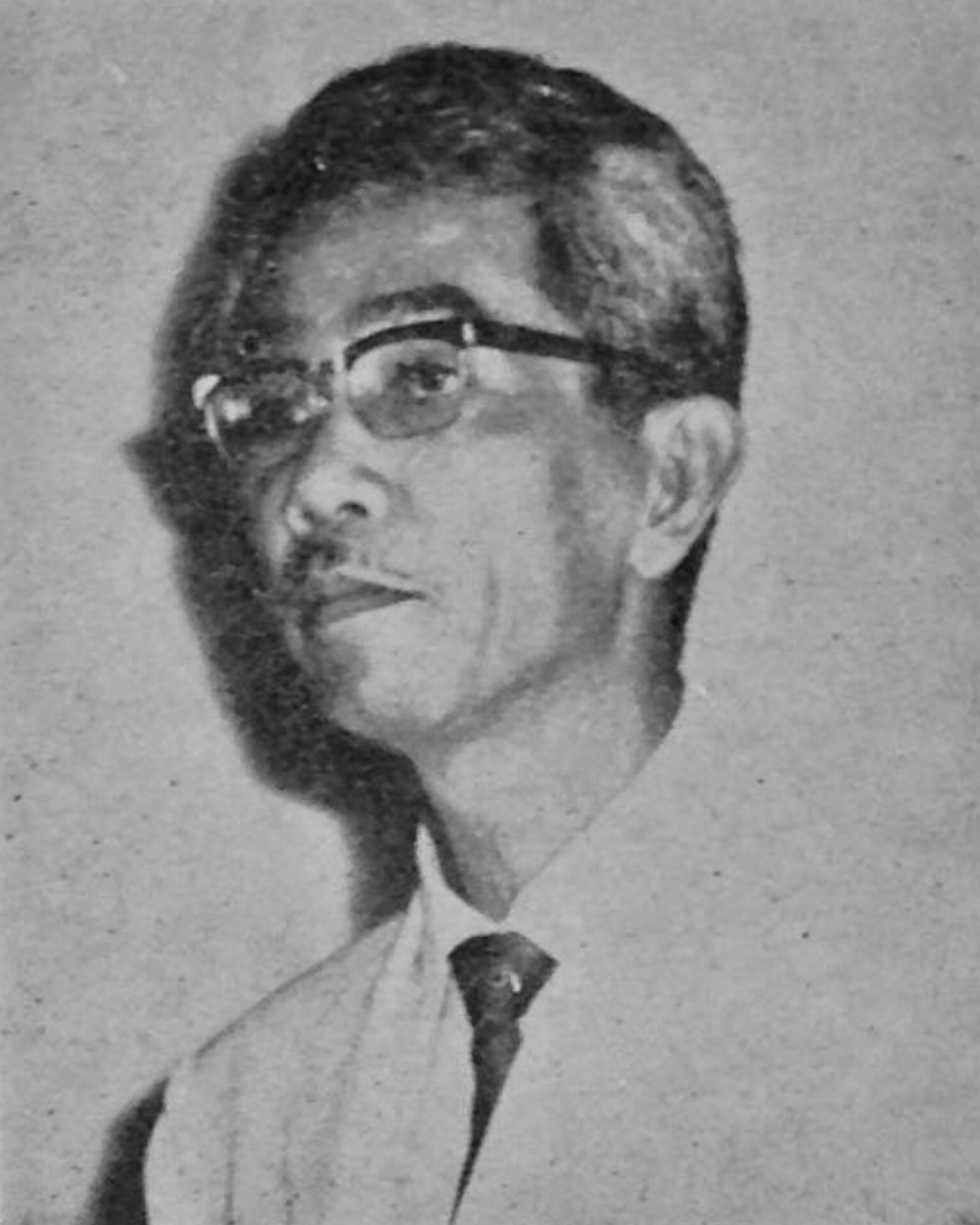
ペンギラン・ユソフ／4月11日没

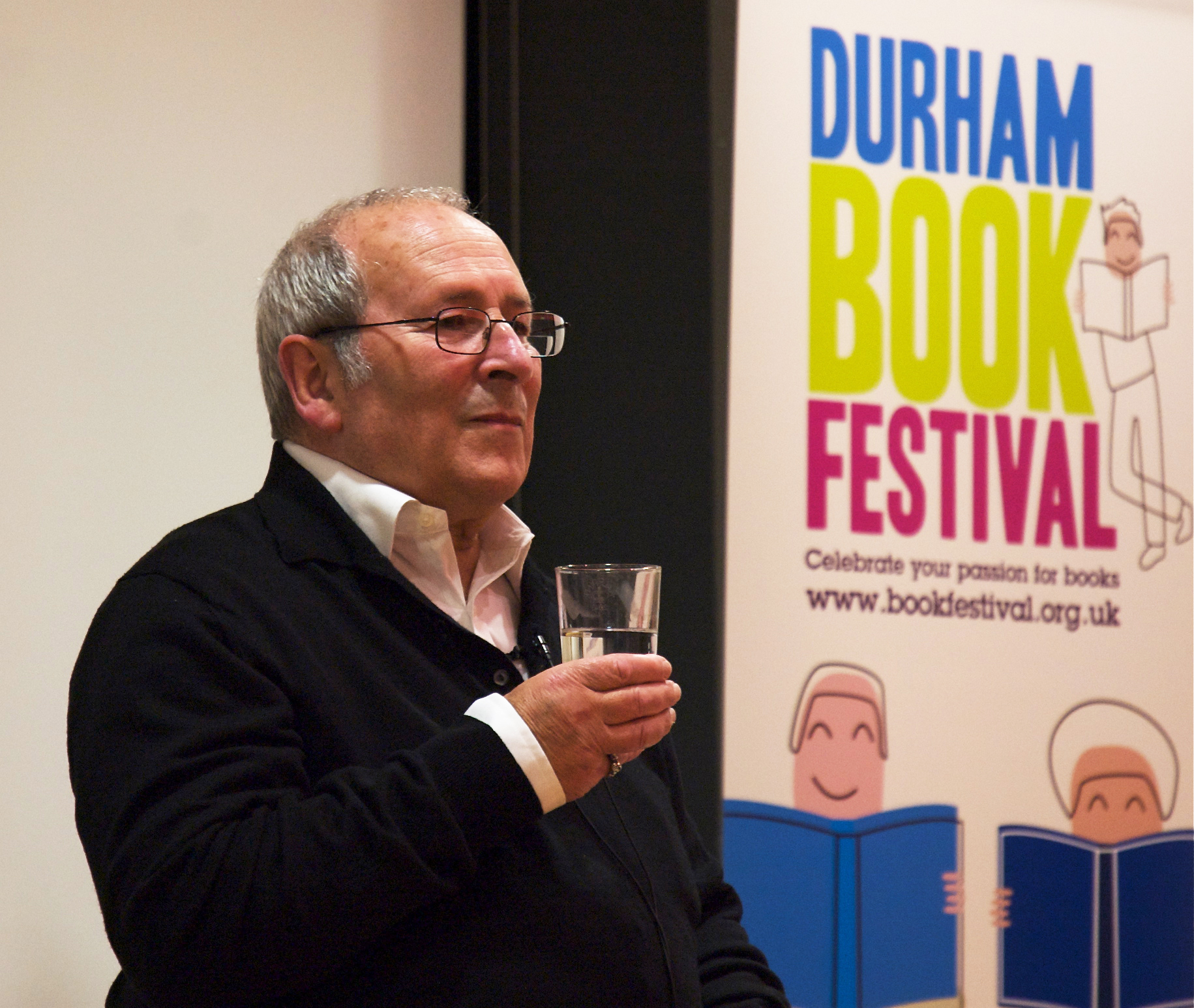
アーノルド・ウェスカー／4月12日没

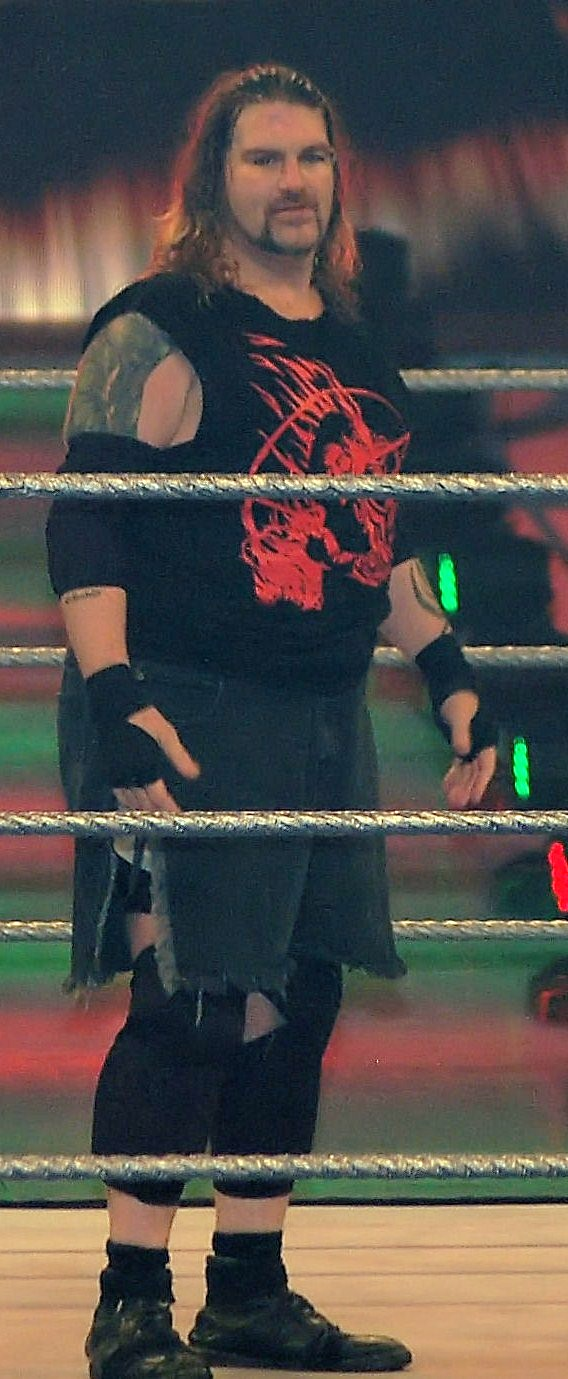
ボールズ・マホーニー／4月12日没

- 4月1日 - 武田房雄、日本の政治家、元山形県寒河江市長（* 1921年）[1]
- 4月1日 - 佐川忠金、日本の洋画家（* 1927年）[2]
- 4月1日 - 古川竹夫、日本の政治家、元青森県金木町長（* 1927年?）[3]
- 4月1日 - 米坂ヒデノリ、日本の彫刻家（* 1934年）[4]
- 4月1日 - ジェフ・ポーツ、イギリスのプロレスラー（* 1934年）[5]
- 4月1日 - 餅よもぎ、日本の声優（* 1985年）[6]
- 4月2日 - 野口力、日本のティンパニ奏者、東京音楽大学名誉教授（* 1929年）[7]
- 4月2日 - ガトー・バルビエリ、アルゼンチンのジャズサックス奏者（* 1932年）[8]
- 4月3日 - チェーザレ・マルディーニ、イタリアの元サッカー選手、サッカー指導者（* 1932年）[9]
- 4月3日 - 望月三起也、日本の漫画家（* 1938年）[10]
- 4月3日 - 和田光司、日本の歌手（* 1974年）[11]
- 4月4日 - 安丸良夫、日本の歴史学者、一橋大学名誉教授（* 1934年）[12]
- 4月5日 - 吉田弘、日本の物理学者、東京工業大学名誉教授（* 1935年）[13]
- 4月6日 - 秋山ちえ子、日本のラジオパーソナリティ、評論家、エッセイスト（* 1917年）[14]
- 4月6日 - 長谷川和夫、日本の政治家、元鳥取県議会議長（* 1924年）[15]
- 4月6日 - マール・ハガード（英語版）、アメリカ合衆国のカントリー歌手（* 1937年）[16]
- 4月7日 - 丸山和夫、日本の心理学者、熊本学園大学名誉教授（* 1929年?）[17]
- 4月7日 - 塙治夫、日本の外交官、翻訳家（* 1931年）[18]
- 4月7日 - 菅沼晃、日本の仏教学者、元東洋大学学長（* 1934年）[19]
- 4月7日 - ブラックジャック・マリガン、アメリカ合衆国のプロレスラー（* 1942年）[20]
- 4月8日 - 関口功、日本の米文学者、元明治大学教授（* 1927年）[21]
- 4月8日 - エーリッヒ・ルドルファー、第二次世界大戦におけるドイツのエース・パイロット。100機以上を撃墜したエース・パイロット最後の存命者（* 1917年）[22]
- 4月9日 - 中村登美、日本の政治家、元自由民主党参議院議員（* 1916年）[23]
- 4月9日 - 小路紫峽、日本の俳人（* 1926年）[24]
- 4月9日 - 牛込惟浩、日本のプロ野球スカウト、MLBアナリスト（* 1936年）[25]
- 4月9日 - 岩崎富士男、日本のクリエイティブ・ディレクター、作詞家、大阪芸術大学教授（* 1937年?）[26]
- 4月9日 - 島田耕作、日本の実業家、元神島化学工業社長（* 1943年?）[27]
- 4月9日 - 天野嘉一、日本の実業家、元日新電機社長（* 1945年）[28]
- 4月10日 - 宮崎繁樹、日本の国際法学者、明治大学名誉教授（* 1925年）[29]
- 4月10日 - 山岸章、日本の労働運動家、日本労働組合総連合会初代会長（* 1929年）[30]
- 4月10日 - 唐神忠夫、日本の実業家、元カラカミ観光会長（* 1938年?）[31]
- 4月11日 - ペンギラン・ユソフ、ブルネイの政治家、元ブルネイ首相（* 1923年）[32]
- 4月11日 - 奈良久彌、日本の実業家、元三菱総合研究所社長（* 1923年）[33]
- 4月11日 - 賀川俊彦、日本の政治学者、慶應義塾大学名誉教授（* 1930年）[34]
- 4月11日 - 森野恭行、日本の自動車評論家（* 1963年）[35]
- 4月11日 - 立花千春、日本のフルート奏者（* 1969年）[36]
- 4月12日 - 郷倉和子、日本の画家（* 1914年）[37]
- 4月12日 - 大平透、日本の声優、ナレーター、ラジオパーソナリティ（* 1929年）[38]
- 4月12日 - アーノルド・ウェスカー、イギリスの劇作家（* 1932年）[39]
- 4月12日 - 住田圭成、日本の政治家、元鳥取県伯耆町長（* 1936年）[40]
- 4月12日 - ボールズ・マホーニー、アメリカ合衆国のプロレスラー（* 1972年）[41]
- 4月14日 - 高橋淳、日本の実業家、元日本ペイント副社長（* 1929年）[42]
- 4月15日 - 渡部章正、日本の写真家（* 1921年）[43]
- 4月15日 - 奥窪央雄、日本の実業家、元広島電鉄社長（* 1922年）[44]
- 4月15日 - 三角哲生、日本の官僚、元文部事務次官（* 1926年）[45]
- 4月15日 - 柏崎驍二、日本の歌人（* 1941年）[46]

## （16日 - 30日）

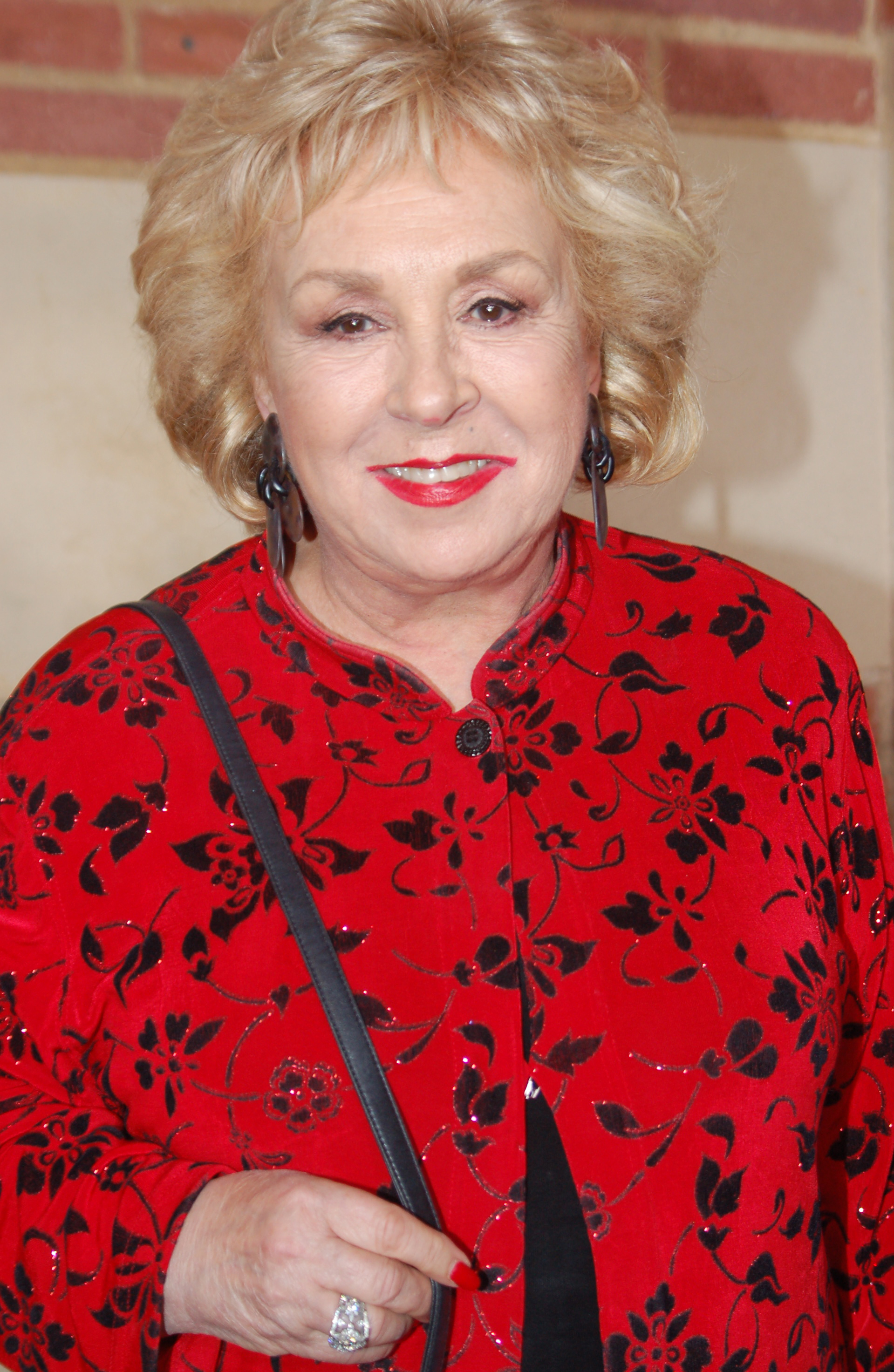
ドリス・ロバーツ／4月17日没

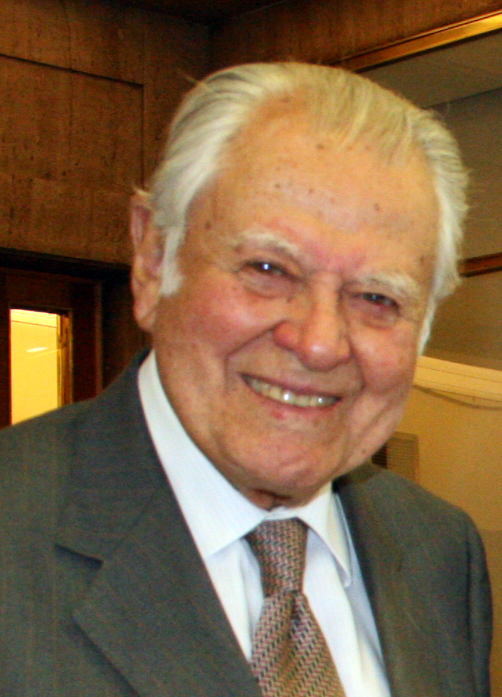
パトリシオ・エイルウィン／4月19日没

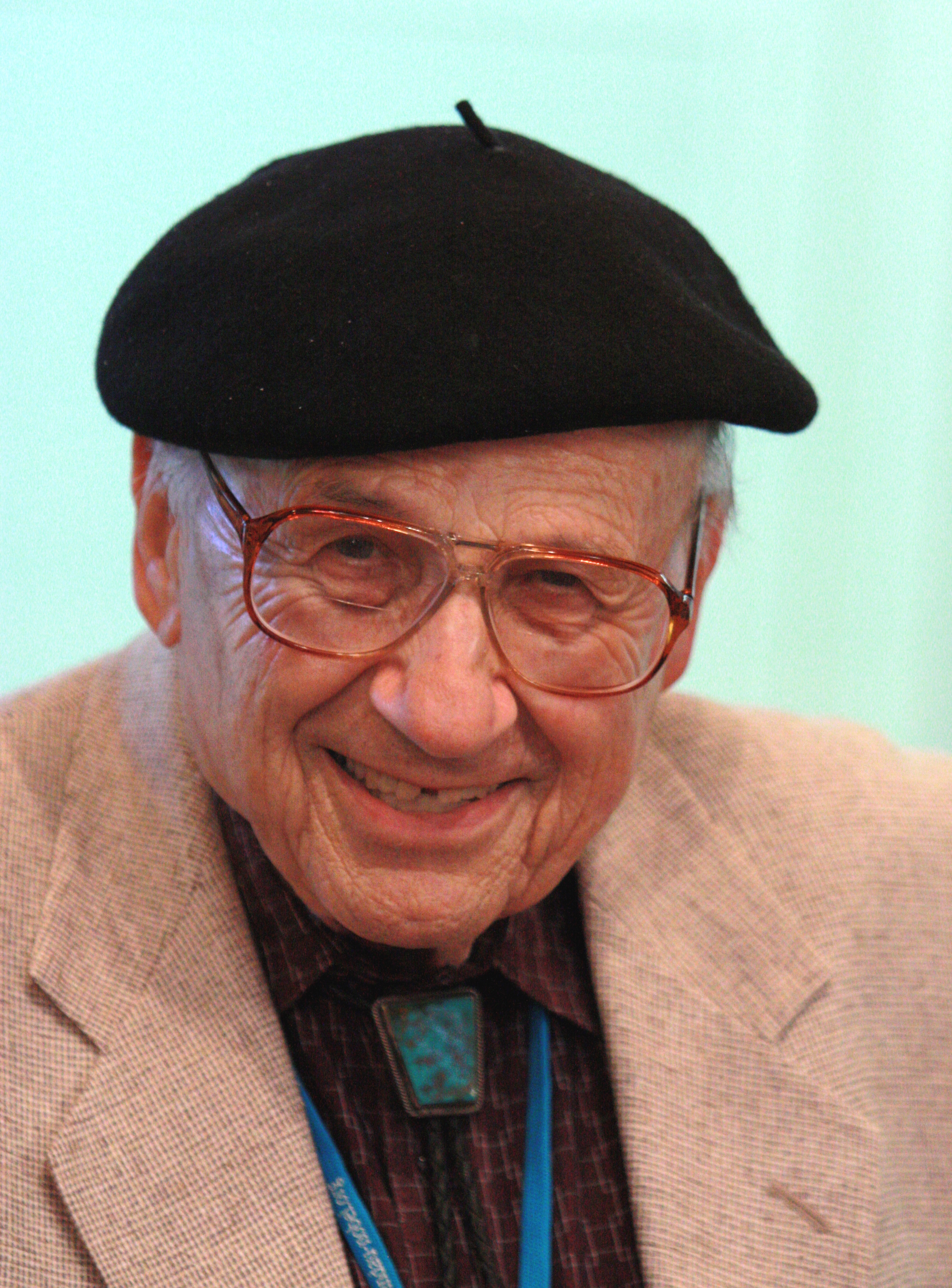
ウォルター・コーン／4月19日没

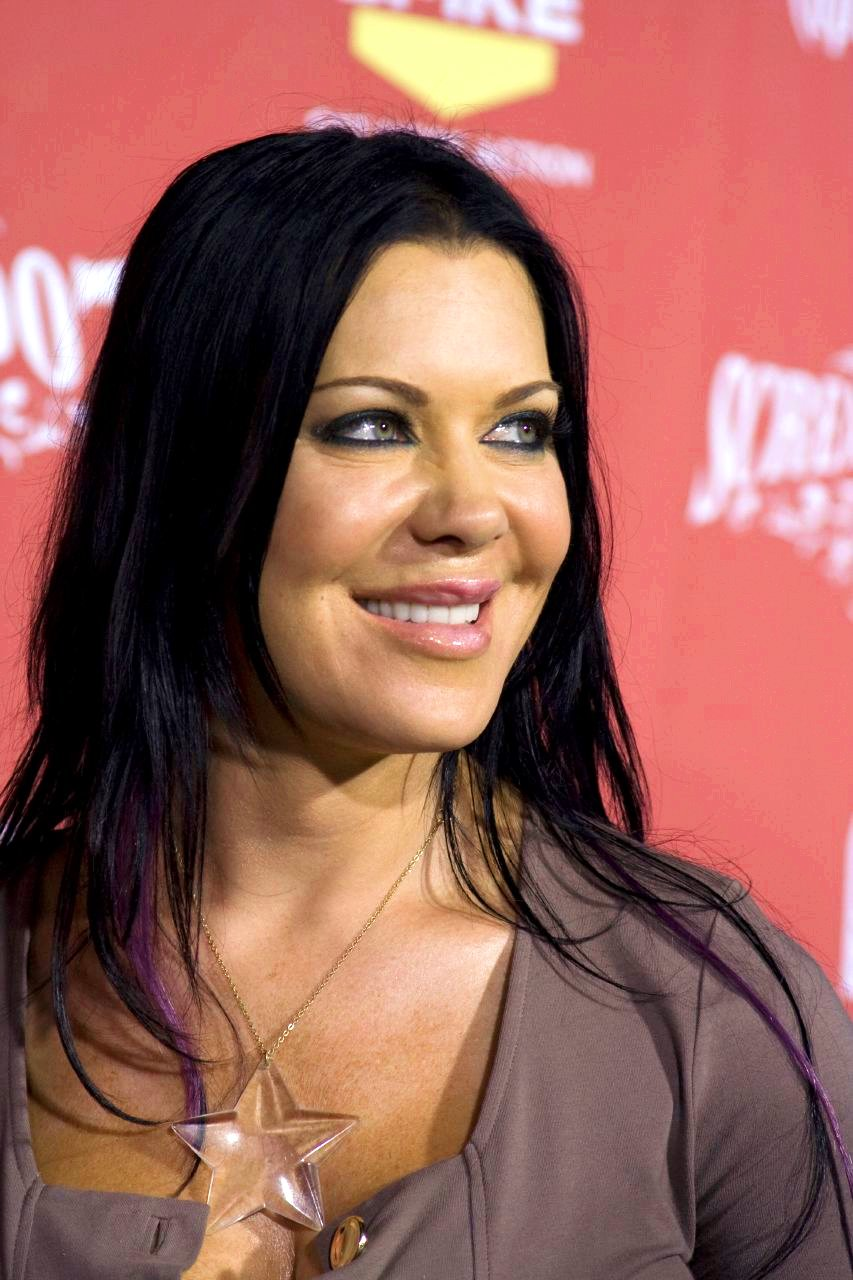
チャイナ／4月20日没

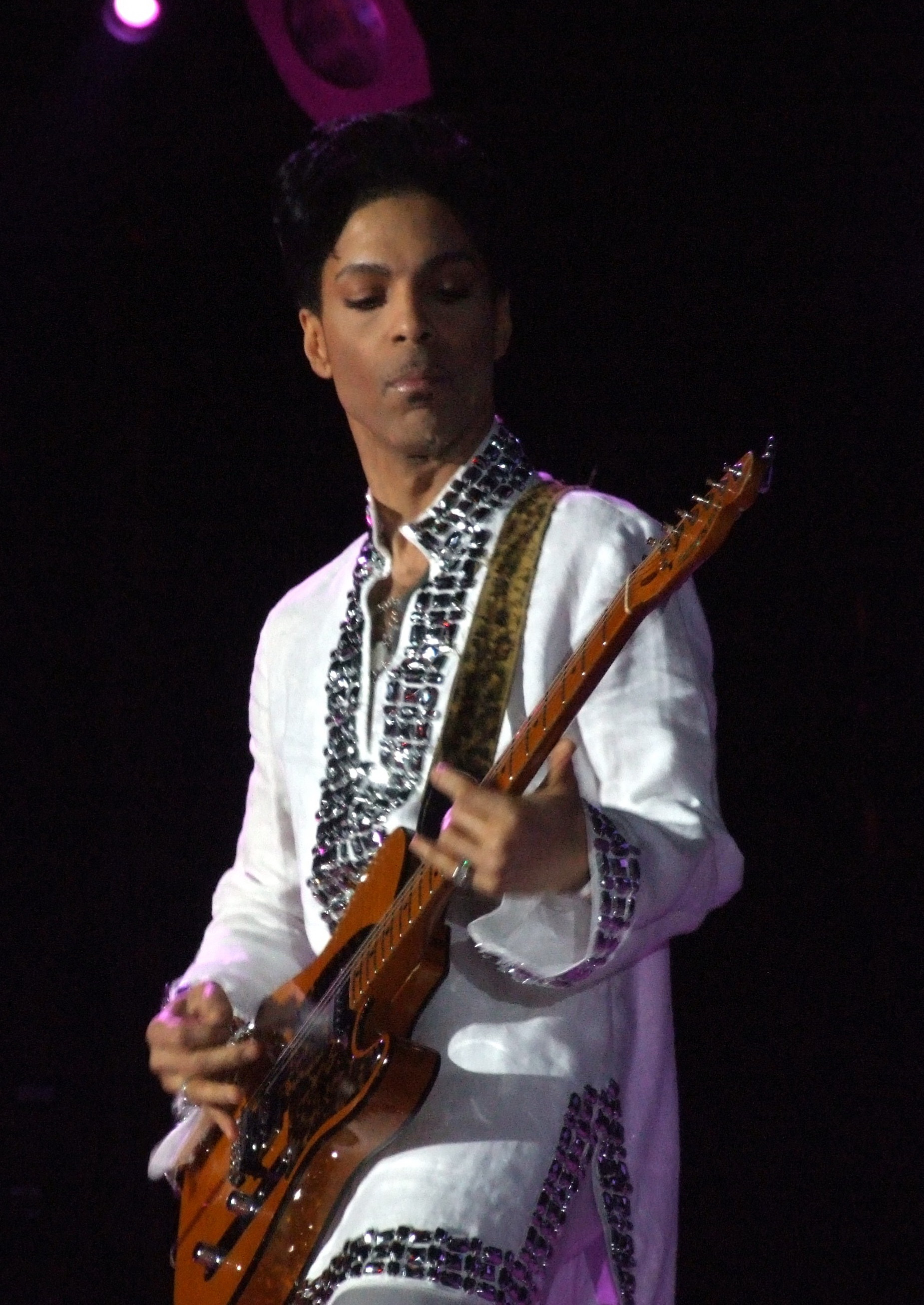
プリンス／4月21日没

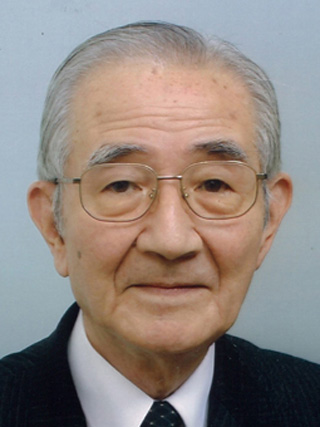
薗田坦／4月22日没

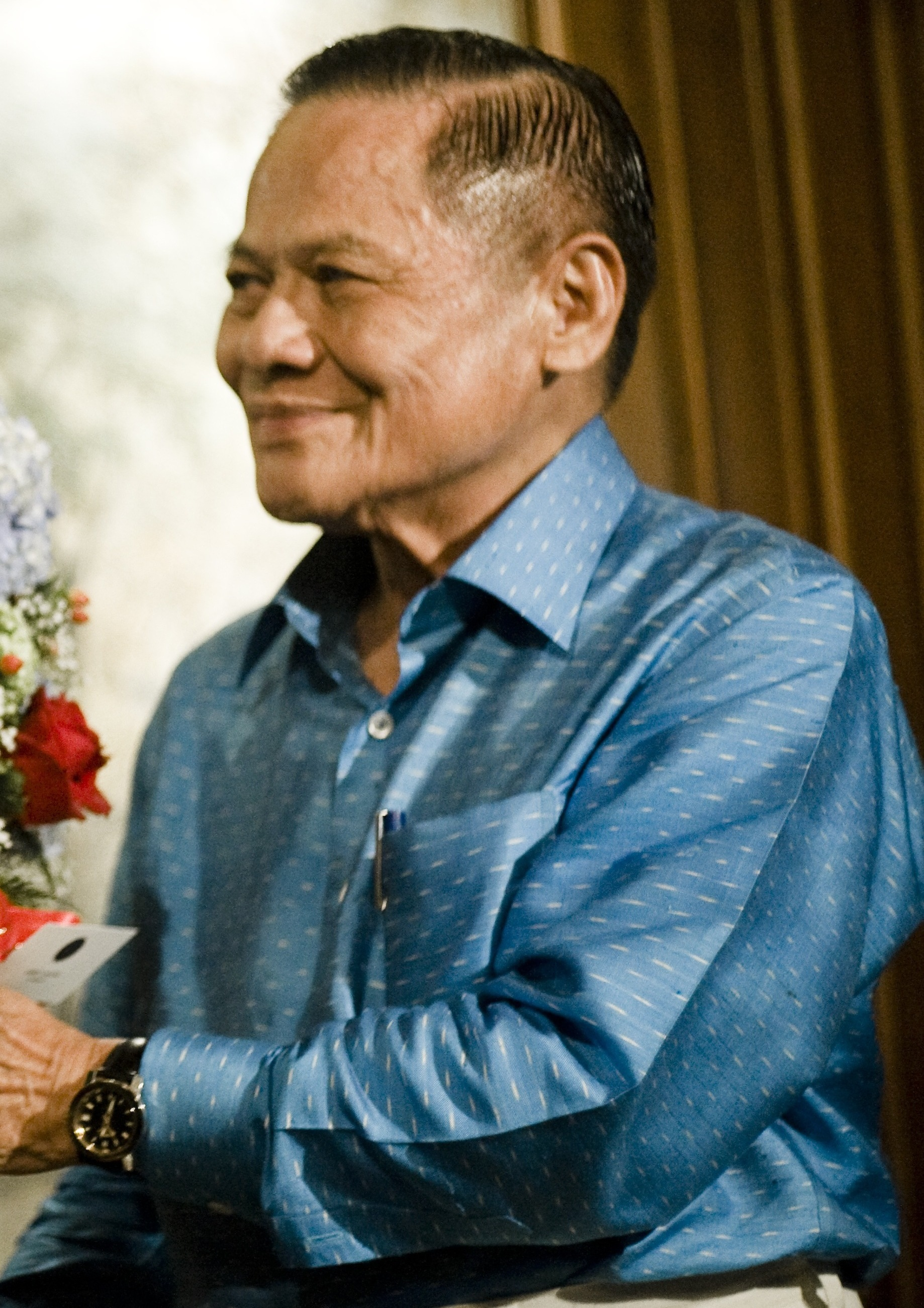
バンハーン・シラパアーチャー／4月23日没

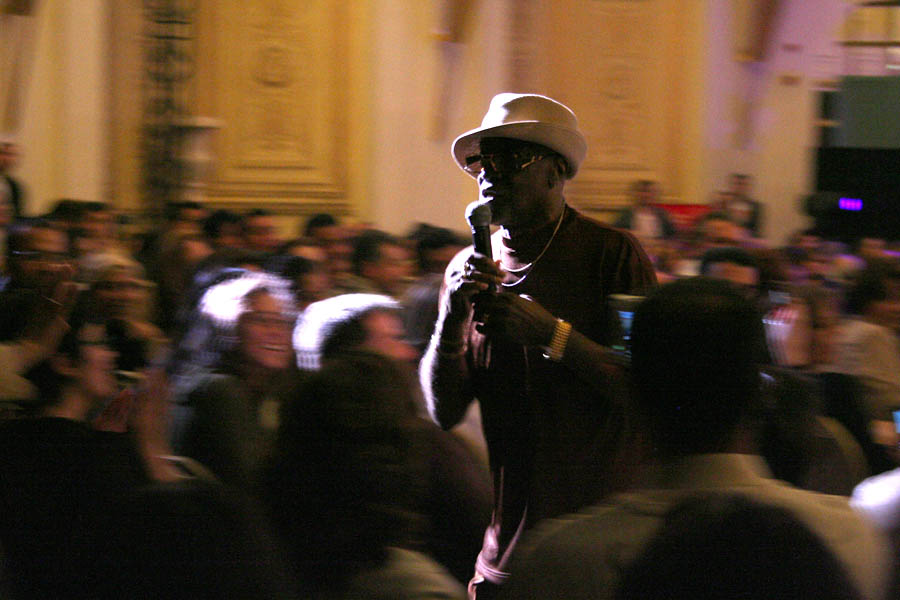
ビリー・ポール／4月23日没

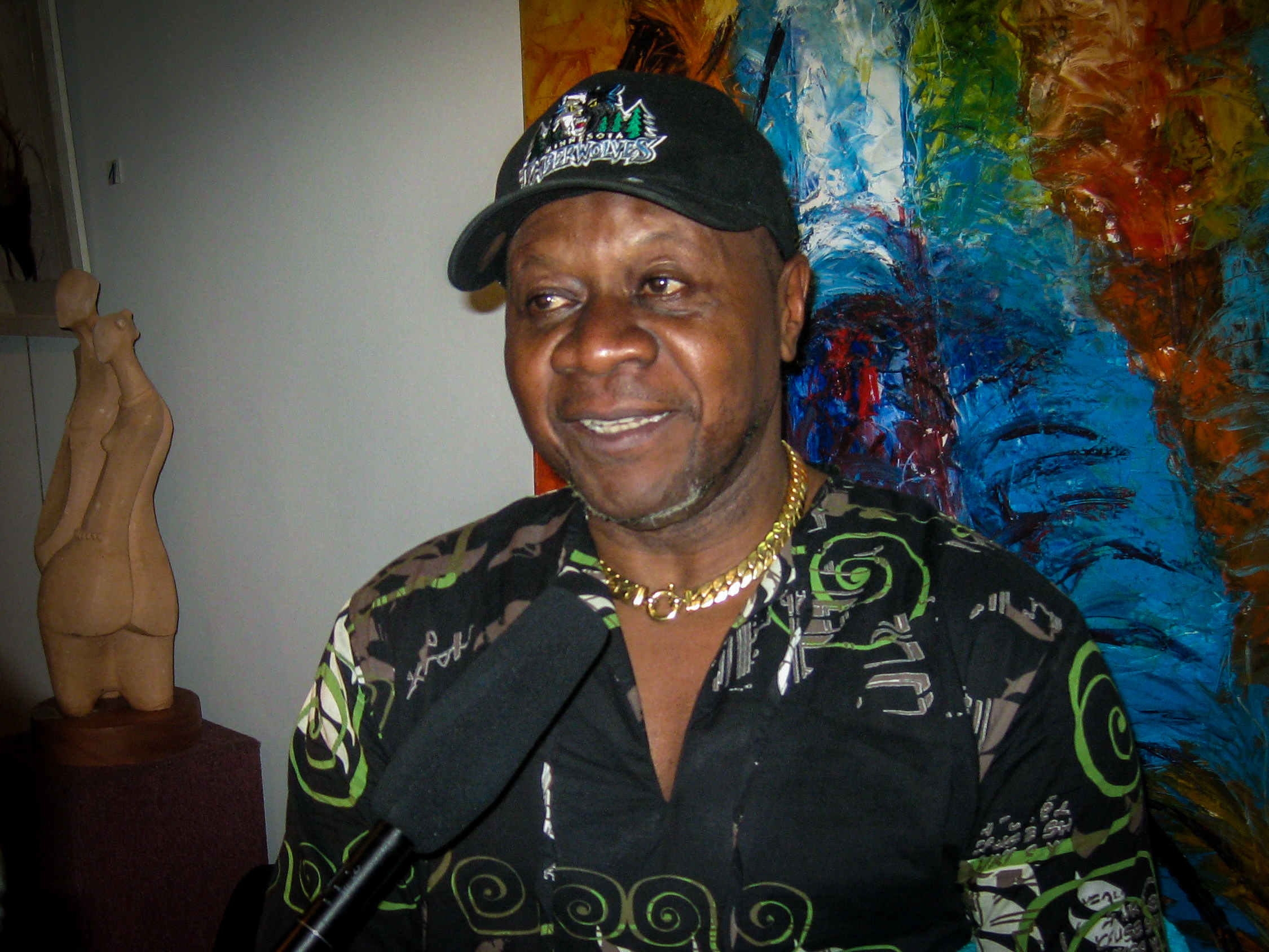
パパ・ウェンバ／4月24日没

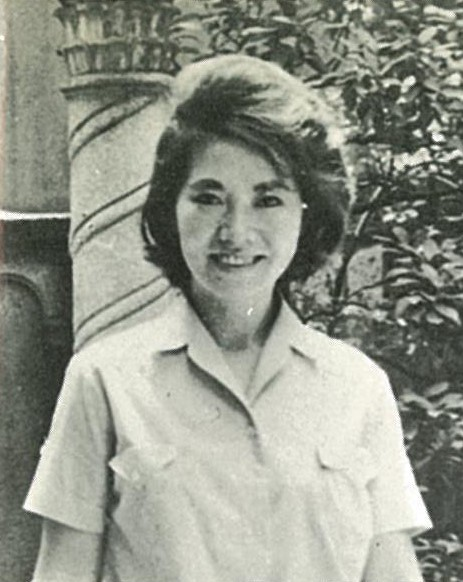
戸川昌子／4月26日没

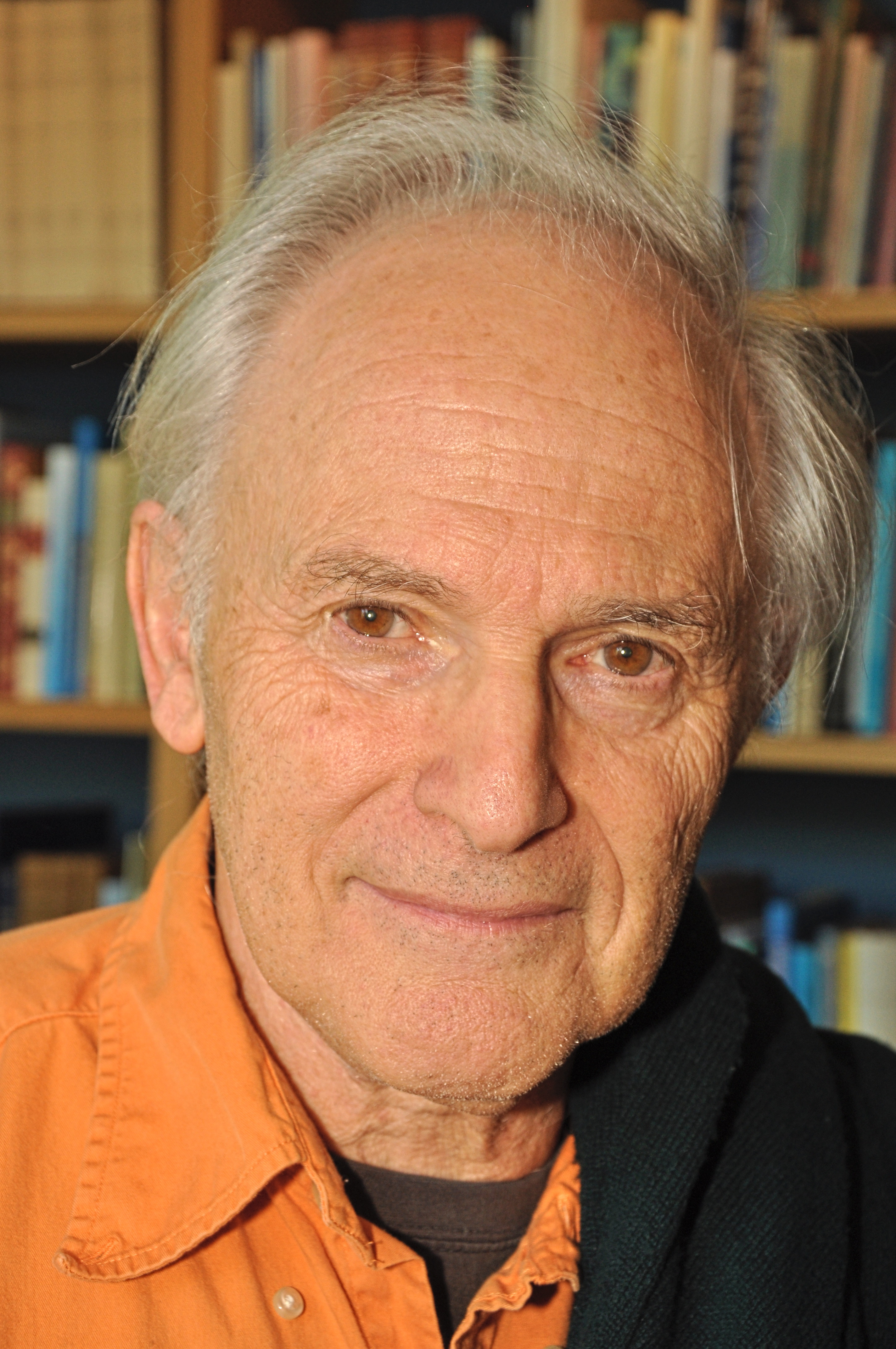
ハロルド・クロトー／4月30日没

- 4月16日 - 島津忠夫、日本の国文学者、大阪大学名誉教授（* 1926年）[47]
- 4月16日 - 寺本清光、日本の政治家、元名古屋市議会議長（* 1931年?）[48]
- 4月16日 - 工藤典雄、日本の生理学者、茨城県立医療大学学長（* 1940年?）[49]
- 4月16日 - ロッド・ダニエル、アメリカ合衆国の映画監督（* 1942年）[50]
- 4月16日 - 兼坂光則、日本の実業家、元新光証券会長（* 1943年）[51]
- 4月17日 - ドリス・ロバーツ、アメリカ合衆国の俳優（* 1925年）[52]
- 4月18日 - 金子満広、日本の政治家、元日本共産党衆議院議員、元日本共産党書記局長（* 1924年）[53]
- 4月19日 - パトリシオ・エイルウィン、チリの政治家、元大統領（* 1918年）[54]
- 4月19日 - ウォルター・コーン、アメリカ合衆国の理論物理学者、ノーベル物理学賞受賞者（* 1923年）[55]
- 4月19日 - 大川久男、日本の脚本家（* 1927年）[56]
- 4月19日 - 平尾泰男、日本の物理学者、元放射線医学総合研究所所長、東京大学名誉教授（* 1930年）[57]
- 4月19日 - 森陽二、日本の実業家、元ニッポン放送プロジェクト社長（* 1931年?）[58]
- 4月19日 - ミルト・パパス（英語版）、アメリカ合衆国のプロ野球選手（* 1939年）[59]
- 4月20日 - ガイ・ハミルトン、イギリスの映画監督（* 1922年）[60]
- 4月20日 - 戚本禹、中華人民共和国の政治家（* 1931年）[61]
- 4月20日 - 宗村南男、日本の教育者、学校法人暁学園理事長、四日市大学学長（* 1938年）[62]
- 4月20日 - 松林靖明、日本の国文学者、甲南女子大学学長（* 1942年）[63]
- 4月20日 - 佳梯かこ、日本の女優（* 1957年）[64]
- 4月20日 - 吉野朔実、日本の漫画家（* 1959年）[65]
- 4月20日 - チャイナ、アメリカ合衆国のプロレスラー（* 1970年）[66]
- 4月21日 - 加藤信吉、日本の実業家、元北海道中央バス社長（* 1920年）[67]
- 4月21日 - 秋富公正、日本の官僚、実業家、元新東京国際空港公団総裁、元総理府総務副長官（* 1921年）[68]
- 4月21日 - 真島俊夫、日本の作曲家（* 1949年）[69]
- 4月21日 - プリンス、アメリカ合衆国のミュージシャン（* 1958年）[70]
- 4月22日 - 石井久、日本の実業家、元立花証券社長（* 1923年）[71]
- 4月22日 - 丹野頼元、日本の工学者、信州大学名誉教授、元新潟工科大学学長（* 1928年）[72]
- 4月22日 - 薗田坦、日本の哲学者、宗教学者、京都大学名誉教授（* 1936年）[73]
- 4月22日 - 高山武久、日本の実業家、元日本高校野球連盟副会長（* 1941年）[74]
- 4月22日 - 伊奈久喜、日本のジャーナリスト、日本経済新聞特別編集委員（* 1953年）[75]
- 4月23日 - 奥野重儀、日本の政治家、元京都府網野町長（* 1928年?）[76]
- 4月23日 - 菅原実、日本の工学者、群馬大学名誉教授（* 1929年?）[77]
- 4月23日 - 井上章、日本の国語学者、秋田大学名誉教授（* 1931年）[78]
- 4月23日 - バンハーン・シラパアーチャー、タイの政治家、元首相（* 1932年）[79]
- 4月23日 - 紋谷暢男、日本の法学者、成蹊大学名誉教授（* 1936年）[80]
- 4月23日 - 井堂雅夫、日本の版画家（* 1945年）[81]
- 4月23日 - 山本功児、日本のプロ野球選手【読売ジャイアンツ・ロッテオリオンズ所属】、プロ野球指導者、元千葉ロッテマリーンズ監督（* 1951年）[82]
- 4月24日 - トミー・コーノ（英語版）、アメリカ合衆国の重量挙げ選手（* 1930年）[83]
- 4月24日 - 多田治夫、日本の心理学者、金沢大学名誉教授（* 1931年）[84]
- 4月24日 - ビリー・ポール、アメリカ合衆国のソウル歌手（* 1934年）[85]
- 4月24日 - パパ・ウェンバ、コンゴ民主共和国の歌手（* 1949年）[86]
- 4月25日 - 梅葆玖（中国語版）、中華人民共和国の京劇俳優（* 1934年）[87]
- 4月25日 - 西山孝、日本の実業家、元ミニストップ社長（* 1935年）[88]
- 4月25日 - 大橋信夫、日本の実業家、元三井物産会長（* 1938年）[89]
- 4月25日 - 矢野建一、日本の歴史学者、専修大学学長（* 1949年）[90]
- 4月26日 - 山崎有一郎、日本の能楽評論家、前横浜能楽堂館長（* 1913年）[91]
- 4月26日 - 小田英二、日本の実業家、コタ創業者（* 1927年）[92]
- 4月26日 - 秦安雄、日本の社会福祉学者、日本福祉大学名誉教授（* 1931年）[93]
- 4月26日 - 戸川昌子、日本の推理作家、シャンソン歌手（* 1931年）[94]
- 4月26日 - 前田健、日本のお笑いタレント、俳優（* 1971年）[95]
- 4月27日 - 池内俊彦、日本の神経生命工学者、関西大学名誉教授（* 1947年）[96]
- 4月28日 - 岡崎ひでたか、日本の児童文学作家（* 1929年）[97]
- 4月28日 - 林田昭喜、日本のラグビー指導者、元全国高等学校体育連盟副会長（* 1931年?）[98]
- 4月28日 - 古川研二、日本の政治家、元滋賀県草津市長（* 1932年）[99]
- 4月28日 - 若宮啓文、日本のジャーナリスト、元朝日新聞主筆（* 1948年）[100]
- 4月29日 - 奥山則男、日本の政治家、元東京都議会議長（* 1926年）[101]
- 4月29日 - 松村寛、日本の政治家、元長野県南箕輪村長（* 1926年?）[102]
- 4月29日 - 四方洋、日本のジャーナリスト、元サンデー毎日編集長（* 1935年）[103]
- 4月30日 - 竹内宏、日本の経済評論家、元長銀総合研究所理事長（* 1930年）[104]
- 4月30日 - 佐々木忠次、日本のオペラ・バレエプロデューサー、日本舞台芸術振興会代表、東京バレエ団代表（* 1933年）[105]
- 4月30日 - 村上博基、日本の翻訳家（* 1936年）[106]
- 4月30日 - ハロルド・クロトー、イギリスの化学者、ノーベル化学賞受賞者（* 1939年）[107]
- 4月30日 - ロバート・ベッツ、アメリカ合衆国出身の教育学者、常磐大学教授（* 1956年?）[108]